# الحصن (يريم)

تعديل مصدري - تعديل

الحصن هي إحدى قرى عزلة ارياب بمديرية يريم التابعة لمحافظة إب، بلغ تعداد سكانها 251 نسمة حسب تعداد اليمن لعام 2004.